# Trofeo Ciudad de Palma
Il trofeo Ciudad de Palma è un torneo estivo di calcio che si disputa a Palma di Maiorca, capitale della comunità autonoma delle Isole Baleari, situata sull'isola di Maiorca (Spagna). La prima edizione risale al 1969 e non è stata disputata dal 1999 al 2004, nel 2009 e nel 2020.
L'organizzatore di questo torneo è l'RCD Maiorca.

## Albo d'oro
| Anno      | Campione             | Vice-campione         |
| --------- | -------------------- | --------------------- |
| 1969      | Barcellona           | Standard Liegi        |
| 1970      | CSKA Sofia           | Colonia               |
| 1971      | CSKA Sofia           | Barcellona            |
| 1972      | Honvéd               | Eintracht Francoforte |
| 1973      | Spartak Mosca        | CSKA Sofia            |
| 1974      | Barcellona           | Stal Mielec           |
| 1975      | Real Madrid          | Deportivo La Coruña   |
| 1976      | Spartak Mosca        | Barcellona            |
| 1977      | Betis                | West Ham Utd          |
| 1978      | Flamengo             | Real Madrid           |
| 1979      | Barcellona           | Vasco da Gama         |
| 1980      | Real Madrid          | Real Sociedad         |
| 1981      | Barcellona           | Maiorca               |
| 1982      | Paris Saint-Germain  | Slovan Bratislava     |
| 1983      | Real Madrid          | Maiorca               |
| 1984      | Universidad Católica | Barcellona            |
| 1985      | Grêmio               | Barcellona            |
| 1986      | Barcellona           | Maiorca               |
| 1987      | Maiorca              | Internacional         |
| 1988      | Botafogo             | Barcellona            |
| 1989      | Fortuna Düsseldorf   | Barcellona            |
| 1990      | Real Madrid          | Maiorca               |
| 1991      | Maiorca              | Barcellona            |
| 1992      | Maiorca              | Barcellona            |
| 1993      | Valencia             | Maiorca               |
| 1994      | Maiorca              | Sparta Rotterdam      |
| 1995      | Vasco da Gama        | Maiorca               |
| 1996      | Atlético Madrid      | Barcellona            |
| 1997      | Maiorca              | Flamengo              |
| 1998      | Bayer Leverkusen     | Maiorca               |
| 1999–2004 | Non disputato        | Non disputato         |
| 2005      | Hertha Berlino       | Maiorca               |
| 2006      | Inter                | Maiorca               |
| 2007      | Maiorca              | Bayern Monaco         |
| 2008      | PSV                  | Maiorca               |
| 2009      | Non disputato        | Non disputato         |
| 2010      | Maiorca              | Atlético Madrid       |
| 2011      | Napoli               | Maiorca               |
| 2012      | Amburgo              | Maiorca               |
| 2013      | Recreativo Huelva    | Maiorca               |
| 2014      | Maiorca              | Getafe                |
| 2015      | Levante              | Maiorca               |
| 2016      | Granada              | Maiorca               |
| 2017      | Maiorca              | Siviglia Atlético     |
| 2018      | Maiorca              | Alcorcón              |
| 2019      | Levante              | Maiorca               |
| 2020      | Non disputato        | Non disputato         |
| 2021      | Maiorca              | Cagliari              |
| 2022–2023 | Non disputato        | Non disputato         |
| 2024      | Bologna              | Maiorca               |

## Vittorie per squadra
- 11   Maiorca (1987, 1991, 1992, 1994, 1997, 2007, 2010, 2014, 2017, 2018, 2021)
- 5   Barcellona (1969, 1974, 1979, 1981, 1986)
- 4   Real Madrid (1975, 1980, 1983, 1990)
- 2   CSKA Sofia (1970, 1971)
- 2   Spartak Mosca (1973, 1976)
- 2   Levante (2015, 2019)
- 1   Honvéd (1972)
- 1   Betis (1977)
- 1   Flamengo (1978)
- 1   Paris Saint-Germain (1982)
- 1   Universidad Católica (1984)
- 1   Grêmio (1985)
- 1   Botafogo (1988)
- 1   Fortuna Düsseldorf (1989)
- 1   Valencia (1993)
- 1   Vasco da Gama (1995)
- 1   Atlético Madrid (1996)
- 1   Bayer Leverkusen (1998)
- 1   Hertha Berlino (2005)
- 1   Inter (2006)
- 1   PSV (2008)
- 1   Napoli (2011)
- 1   Amburgo (2012)
- 1   Recreativo Huelva (2013)
- 1   Granada (2016)
- 1   Bologna (2024)